# پوپیلووسکا کولونگا
پوپیلووسکا کولونگا (به لهستانی:  Popielowska Kolonia) یک روستا در لهستان است که در گمینا پوپیلوو واقع شده‌است.